# Yan Michalski
Jan Majzner Michalski, conhecido como Yan Michalski (Częstochowa, 1 de dezembro de 1932 — Rio de Janeiro, 12 de abril de 1990), foi um destacado teatrólogo, crítico teatral e ensaísta polaco-brasileiro

## História
O nome "Yan Michalski" foi forjado pela família. Álvaro de Sá, em publicação do Centro Brasileiro de Teatro para a Infância e Juventude, apoiado pela Funarte, descreve a perseguição na Polônia e o exílio de Yan Michalski no Brasil: "1948. Três anos após o término da Segunda Guerra Mundial um jovem de origem polonesa chamado Jan Majzner Michalski desembarcava no porto da cidade de São Sebastião do Rio de Janeiro. No dia 26 de Julho de 1948, às 17h, o Vapor Jamaique, vindo do porto Francês Le Havre atracava no Rio de Janeiro." 
Na lista de passageiros da primeira classe constava o nome do jovem polonês de 16 anos de idade Jan Majzner Michalski. Michalski descreve os acontecimentos ocorridos com a sua família durante a Segunda Guerra mundial: 
| “ | “(n)o início da guerra de 1939, viajamos para Lodz, onde permanecemos, ao lado dos meus avôs maternos, até a capitulação da Polônia. Posteriormente, retornamos a Czestochowa onde prosseguimos, até Outubro de 1940, a nossa existência normal, dentro das limitações impostas pela ocupação. (...) Avisados da criação próxima do guetto em Czestochova, os meus pais entraram em contato com a senhora Weronika Sofia Batawia (…) que conseguiu para mim o nome de Jan Michalski (…) e veio buscar-me em Czestochowa, levando-me para Varsóvia. (…) Os meus pais foram para o guetto (…) Nunca mais os vi, e a única coisa que sei é que foram deportados e mortos pelos ocupantes alemães. Eu fiquei escondido no apartamento da senhora Batawia (…) em consequência de uma denúncia, tivemos de deixar às pressas o apartamento (…) e esta levou-me, então, para casa de conhecidos (…) na aldeia de Rusinów, na região de Radon. Lá permaneci, escondendo de todos a minha verdadeira identidade, até a conquista da Polônia pelo exército soviético, em janeiro de 1945. Logo que as viagens se tornaram possíveis (…) estabeleceu-se contato com a família Tempel – os tios Hipolit e Sofia na Suíça. (…) A situação financeira do casal Tempel era bastante difícil (…) sendo assim (…) meus tios resolveram emigrar para o Brasil (…) levando-me consigo. Chegamos ao Rio de Janeiro em 26 de Julho de 1948, a bordo do Vapor Jamaique”. ("Verbete Yan Michalski. Centro Brasileiro de Teatro para a Infância e Juventude"). | ” |

Chegou assim ao Brasil (Rio de Janeiro) Jan Majzner Michalski que se tornará um dos principais críticos teatrais brasileiros, conhecido como Yan Michalski,  aos dezesseis anos. Já no Brasil, em 1948, Jan passa a residir com os tios e a sua prima Helène – que havia emigrado para o Brasil juntamente com o marido em 1947 – em um apartamento na Avenida Rui Barbosa, no bairro do Flamengo e reinicia os seus estudos no colégio Franco-Brasileiro. Com a viagem dos tios e da prima para Belo Horizonte, aceita o convite do senhor Raymond Jaubert – pai de um amigo da escola, passando a morar com a família Jaubert até 1950, ano que se forma no Baccalauréat de L’Enseignement Secondaire.

## Início da vida artística
Em uma de suas primeiras atividades participaria do curso de teatro de O Tablado, iniciando suas primeiras experiências como ator e diretor teatral. É da primeira turma da Fundação Brasileira de Teatro (FBT), formando-se em direção teatral em 1958. Adolfo Celi, Gianni Ratto e Zbigniew Ziembiński foram seus professores.
Entre 1963 e 1982 assume a coluna de teatro do Jornal do Brasil, tornando-se um dos grandes críticos cariocas, referência para toda a produção do período.
Em 1982 funda a Casa de Arte das Laranjeiras (CAL), coordenando a escola de formação de atores, função que exerce até 1990, ano de sua morte.

## Prêmios
- 1982 - Troféu Mambembe e o Prêmio Paulo Pontes
- 1983 - recebe o título de Chevalier de l'Ordre des Arts et Lettres, outorgado pela França.
- 1984 - recebe a Medalha de Mérito Cultural, da Polônia.

## Publicações das críticas de Yan Michalski
- Palco Amordaçado, vencedor do concurso nacional de monografia do Serviço Nacional de Teatro, SNT, 1979
- O Teatro sob Pressão, 1985